# Scott Matlock
Scott Matlock (Homedale, 28 giugno 2000) è un giocatore di football americano statunitense che milita nel ruolo di defensive tackle per i Los Angeles Chargers della National Football League (NFL).

## Carriera

### Los Angeles Chargers
Al college Matlock giocò a football alla Boise State University. Fu scelto nel corso del sesto giro (200º assoluto) del Draft NFL 2023 dai Los Angeles Chargers. Debuttò come professionista subentrando nella gara del primo turno contro i Miami Dolphins. La sua prima stagione si chiuse con 15 tackle in 12 presenze, nessuna delle quali come titolare.